# Association internationale de recherche en entrepreneuriat et petites et moyennes entreprises
 (octobre 2022).
L'Association internationale de recherche en entrepreneuriat et petites et moyennes entreprises (Association internationale de recherche en entrepreneuriat et PME ou bien encore AIREPME) est une association qui regroupe des enseignants-chercheurs d'universités et d'écoles de commerce dont les thématiques de recherche portent sur l'entrepreneuriat et les PME. Il s'agit de la plus importante association francophone dans son domaine.

## Présentation
Créée en 1996 sous le nom « Association de recherche en PME », l'association a modifié son nom en 2004 afin d'intégrer le « E » d'entrepreneuriat.
L'AIREPME est une association loi de 1901 dont le siège social est situé à l'université Montpellier 1.
Son objectif est de favoriser la recherche scientifique en management et en économie des PME ainsi qu'en entrepreneuriat.
En 2013, elle regroupe environ 265 enseignants-chercheurs.

### Présidents
- Depuis octobre 2024 : Stéphanie Loup
- 2020-2024 : Christophe Schmitt
- 2016-2020 : Frank Janssen
- 2012-2016 : Olivier Torrès
- 2008 - 2012 : Josée Saint-Pierre[7]
- 2004 - 2008 : Robert Paturel[8]
- 2000 - 2004 : Camille Carrier[9]
- 1998 - 2000 :  Michel Marchesnay
- 1996 - 2000 : Pierre-André Julien

### Manifestations scientifiques
L'AIREPME organise un congrès scientifique bisannuel (le « Congrès international francophone en entrepreneuriat et PME » ; CIFEPME) et participe également à l'organisation d'autres congrès internationaux liés à l'entrepreneuriat et aux PME,.
- 1993 : Carthage (Tunisie)
- 1995 : Paris (France)
- 1996 : Trois-Rivières (Canada)
- 1998 : Nancy - Metz (France)
- 2000 : Lille (France)
- 2002 : Montréal (Canada)
- 2004 : Montpellier (France)
- 2006 : Fribourg (Suisse)
- 2008 : Louvain-la-Neuve (Belgique)
- 2010 : Bordeaux (France)
- 2012 : Brest (France)
- 2014 : Agadir (Maroc)
- 2016 : Trois-Rivières (Canada)
- 2018 : Toulouse (France)
- 2020 (2021) : Nice (Distanciel) (France)
- 2022 : Lyon (France)
- 2024 : Québec (Canada)

La particularité des congrès de l'AIREPME est la présence du "Canard", une sculpture en bois d'un canard qui est habillé typiquement selon le lieu d'accueil de la conférence. Le Canard est transmis par l'organisateur du congrès à l'organisateur du suivant. L'origine du canard remonte au congrès de 1996 à Trois-Rivières où Pierre-André Julien eut l'idée d'une mascotte symbolisant la continuité des congrès.